# Unterseeboot 151 (1941)
Pour les articles homonymes, voir Unterseeboot 151.
 (juillet 2021).
Si vous disposez d'ouvrages ou d'articles de référence ou si vous connaissez des sites web de qualité traitant du thème abordé ici, merci de compléter l'article en donnant les références utiles à sa vérifiabilité et en les liant à la section « Notes et références ».
Le Unterseeboot 151 ou U-151 est un sous-marin allemand (U-Boot) de type II.D utilisé par la Kriegsmarine pendant la Seconde Guerre mondiale.
Comme les sous-marins de type II étaient trop petits pour des missions de combat dans l'océan Atlantique, il a été affecté principalement à la Mer du Nord.

## Historique
Mis en service le 15 janvier 1941, l'U-151 sert de sous-marin d'entrainement et de navire-école pour les équipages, d'abord dans la 24. Unterseebootsflottille à Dantzig/Trondheim, puis à partir du 22 juillet 1941 dans la  21. Unterseebootsflottille à Pillau, et à partir du 1er mars 1945 à la 31. Unterseebootsflottille.
L'U-151 n'a jamais été opérationnel et, par conséquent, n'a effectué aucune patrouille de guerre. Il sert à la formation des sous-mariniers jusqu'à la fin de la guerre
Le 2 mai 1945, la fin de la guerre approchant et pour répondre aux ordres de l'amiral Karl Dönitz dans l'Opération Regenbogen, l'U-151 se saborde dans la Raederschleuse (écluse Raeder, entrée du port) à Wilhelmshaven.
Après guerre, il est renfloué et démoli.

## Affectations
- 24. Unterseebootsflottille à Dantzig/Trondheim du 15 janvier au 21 juillet 1941 (entrainement)
- 21. Unterseebootsflottille à Pillau du 22 juillet 1941 au 1er mars 1945 (navire-école)
- 31. Unterseebootsflottille à Wilhelmshaven du 1er mars au 2 mai 1945 (entrainement)

## Commandements
- Kapitänleutnant Hans Oestermann du 15 janvier au 21 juillet 1941
- Oberleutnant zur See Gustav-Adolf Janssen du 22 juillet à septembre 1942
- Oberleutnant zur See Paul Just de septembre 1942 à mai 1943
- Oberleutnant zur See Karl-Erich Utischill de mai 1943 au 31 août 1944
- Oberleutnant zur See Ferdinand Graf von Arco du 1er septembre 1944 au 2 mai 1945

## Navires coulés
L'Unterseeboot 151 n'a ni coulé, ni endommagé de navire ennemi, car il n'a pas effectué de patrouille de guerre e a été cantonné à un rôle d'entraînement et de navire-école

### Sources
- (en) Cet article est partiellement ou en totalité issu de l’article de Wikipédia en anglais intitulé « German submarine U-151 (1940) » (voir la liste des auteurs).